# Sexual Eruption
«Sexual Eruption» (названный из-за цензуры, «Sensual Seduction», с англ. — «Сексуальное извержение») — сингл Snoop Dogg с девятого сольного альбома Ego Trippin'. Продюсером сингла стал «Shawty Redd».
При записи вокала Snoop Dogg использовал автотюн голоса. Стиль видео визуально ссылается на стиль «Роджера Трутмена». Сингл занял более высокие позиции, чем его прошлый сингл «Drop It Like It’s Hot», вышедший 12 сентября 2004 года, с альбома R&G (Rhythm & Gangsta): The Masterpiece.

## О сингле
Сначала Snoop Dogg услышал сингл «Drifter», спродюсированный атлантским продюсером Fatboi, и был готов купить песню. Кузен Snoop Dogg, рэпер и продюсер лейбла So So Def Recordings Daz Dillinger вёл переговоры о покупке песни для Snoop Dogg. Dillinger, бывший в хороших отношениях с «Shawty Redd», добился договорённости, по которой Shawty согласился передать права на песню Dillinger, но также и предложил сделать эксклюзивный трек для Snoop с подобным звучанием точно так же, как «Drifter». Daz также организовал прослушивание, в то время как Snoop совершал поездку по Джорджии. Shawty Redd не смог прийти на встречу, но позже поговорил об инструментале трека со Snoop по телефону. Shawty был удивлен, когда услышал записанный трек Snoop. Первоначально Redd не хотел использовать эффект автотюна для вокала. Когда заключительную версию трека записали, Shawty начал играть её в своём местном клубе. Вскоре песня начала распространяться с начала октября 2007 года.

## Видеоклип
Видеоклип на «Sensual Seduction» был снят Melina и Steven Johnson и был выпущен 28 ноября 2007 года на MTV. В видеоклипе Snoop присутствует ретро-оборудование восьмидесятых, с держащейся клавиатурой, используя ток-бокс. Это второй раз, когда Snoop Dogg сделал видео ретро-стиля. Первым был «Doggy Dogg World». MADtv спародировал это видео как «Sensible Deduction», показывая «Keegan-Michael Key» как Snoop Dogg. Сделана ремикс-версия этого видео под названием «Wideboys Club Mix». Моделями в видео стали Gina Choe, Eugena Washington и Nancy Olivares. Также есть второе музыкальное видео, на котором явно показаны сцены половых сношений.

## Ремиксы
Есть два официальных ремикса на песню. Первый ремикс имеет чистую версию трека Sensual Seduction, при участии Lil' Kim.; второй ремикс содержит две версии песни и называется Sensual Seduction (Fyre Department Remix) или Sexual Eruption (Fyre Department Remix) при участии шведской артистки Robyn; и первые, и третьи версии треков Snoop использованы для чистой версии трека этого ремикса; слово «сука» не было подвергнуто цензуре. Также есть другие, неофициальные, ремиксы трека, при участии Чикагского рэпера Yung Berg, австралийского диджея Dirty South и британских диджеев Wideboys. Есть также неофициальный ремикс со Skrillex под названием Sexual Seduction. Ремикс под названием The Art of Sensual Seduction не был официально выпущен, хотя стал доступен в онлайн-магазинах, и ремикс, спродюсериованный Guary & Cleyton, был выпущен под названием «Seduccion Sensual».

## Версии сингла
- Album Version (поскольку трек есть в Ego Trippin')
- «Sensual Seduction» (Radio Edit)
- «Sensual Seduction» [Remix] featuring Lil' Kim (Official Remix #1)
- «Sensual Seduction» [Fyre Department Remix] featuring Robyn (Official Remix #2)
- «Sensual Seduction» (Wideboys Club Mix)
- «Sensual Eruption» DPG Mix featuring Kurupt & Daz
- «Sensual Eruption» (David Garcia & High Spies Remix)
- «Sensual Eruption» (Boys Noize Remix)
- «Sensual Eruption» (Dirty South Remix)
- «Sensual Seduction» [Solly Bmore Remix]
- «Sexual Eruption» [Simon Sez Remix] featuring Snoop Dogg & Busta Rhymes
- «Sexual Eruption» [Instrumental]
- «Sexual Seduction» (Skrillex Remix)

## Позиции в чартах
По дате выпуска сингл дебютировал в Billboard Hot 100 под номером 76 и достиг пика под номером 7.

| Чарт (2008)                                  | Лучшая позиция |
| -------------------------------------------- | -------------- |
| Австрия (Ö3 Austria Top 40)                  | 40             |
| Бельгия/Фландрия (Ultratop 50)               | 30             |
| Бельгия/Валлония (Ultratop 50)               | 2              |
| Канада (Billboard Canadian Hot 100)          | 52             |
| Чехия (Rádio — Top 100)                      | 14             |
| Дания (Tracklisten)                          | 11             |
| Финляндия (Suomen virallinen lista)          | 12             |
| Германия (GfK)                               | 15             |
| Нидерланды (Single Top 100)                  | 21             |
| Новая Зеландия (Recorded Music NZ)           | 10             |
| Словакия (Rádio — Top 100)                   | 75             |
| Швеция (Sverigetopplistan)                   | 55             |
| Швеция (Sverigetopplistan) · featuring Robyn | 4              |
| Швейцария (Schweizer Hitparade)              | 22             |
| Turkey (Turkey Top 20 Chart)                 | 1              |
| Шотландия (OCC Scotland)                     | 24             |
| Великобритания (OCC UK Singles)              | 24             |
| Великобритания (OCC UK Hip Hop/R&B)          | 4              |
| США (Billboard Hot 100)                      | 7              |
| США (Billboard Adult R&B Songs)              | 40             |
| США (Billboard Dance Club Songs)             | 1              |
| США (Billboard Dance/Mix Show Airplay)       | 17             |
| США (Billboard Hot R&B/Hip-Hop Songs)        | 5              |
| США (Billboard Pop Airplay)                  | 19             |
| США (Billboard Rhythmic)                     | 3              |

| Чарт (2008)                          | Позиция |
| ------------------------------------ | ------- |
| US Billboard Hot 100                 | 50      |
| US Dance Club Songs (Billboard)      | 31      |
| US Radio Songs (Billboard)           | 25      |
| US Hot Ringtones (Billboard)         | 34      |
| US Hot R&B/Hip-Hop Songs (Billboard) | 25      |

## Персонал клипа
- Melina, директор Black Dog Films
- Steven Johnson, продюсер
- Factory Features, сопродюсер
- Omer Ganai, разное
- Jarrett Fijal, издатель
- Baked FX, vfx[36]